# ناتالی (ویرجینیا)
ناتالی (به انگلیسی: Nathalie) یک منطقهٔ مسکونی در ایالات متحده آمریکا است که در شهرستان هالیفاکس، ویرجینیا واقع شده‌است. ناتالی ۷٫۷۷ کیلومتر مربع مساحت و ۱۸۳ نفر جمعیت دارد و ۵۵۴ متر بالاتر از سطح دریا واقع شده‌است.